# Vaca-Domnului
Vaca-Domnului (Pyrrhocoris apterus) este o insectă din familia Pyrrhocoridae. Aceste insecte se reproduc de obicei în lunile aprilie și mai. Hrana lor este formată din semințe, de obicei de tei. Iarna ele hibernează la fel ca gărgărițele. Odată ce vine primăvara și căldura ele ies din găuri și încep să mișune. Din luna mai până în iulie e sezonul de împerechere. Masculul și femela rămân lipiți timp  de 24 de ore apoi se dezlipesc de la sine. Femela depune ouă în locurile întunecoase. Din ouă ies gândăcei mici.
Cuprinde un grup de insecte cu două perechi de aripi, cele anterioare având jumătatea bazală chitinoasă și întărită iar cea terminală membranoasă (hemielitre); a doua pereche este membranoasă. Au aparat bucal pentru înțepat și supt.